# Ptychopyxis caput-medusae
Ptychopyxis caput-medusae là một loài thực vật có hoa trong họ Đại kích. Loài này được (Hook.f.) Ridl. miêu tả khoa học đầu tiên năm 1924.